# Szajol
Szajol község Jász-Nagykun-Szolnok vármegye Szolnoki járásában.

## Fekvése, természeti adottságai

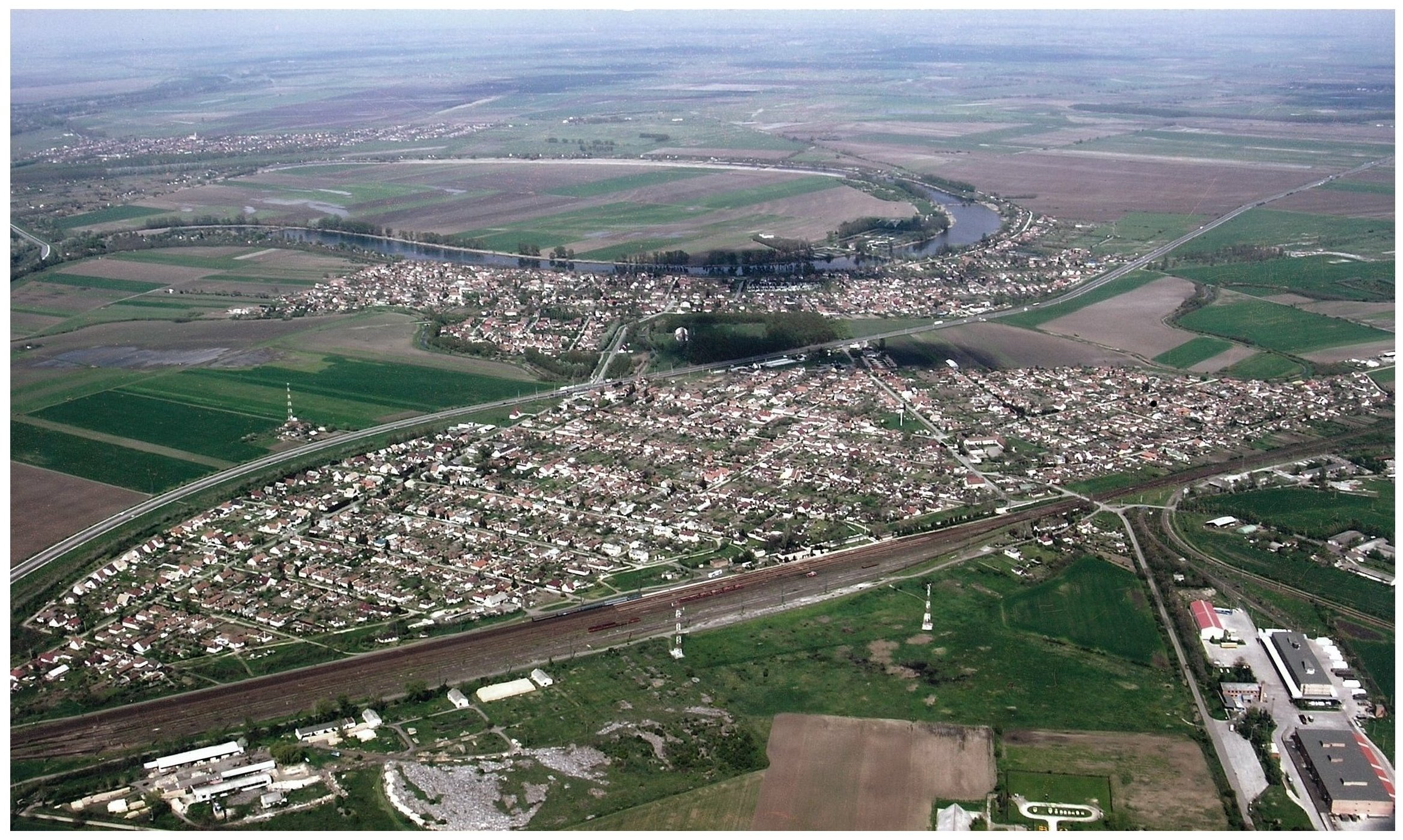
Szajol madártávlatból

Szajol az Alföld közepén, Budapesttől 110 km-re, Szolnoktól mintegy 10 km-re keletre fekszik, a Tisza és egy hajdani morotvája közé beékelve. A települést a 4-es számú főút szeli ketté. Északon a Holt-Tisza part határolja az ófalut, míg délen egészen a vasútvonalig érnek az újtelep lakott területei.
Éghajlata száraz kontinentális, elsősorban forró, napsütéses nyár, hideg tél  jellemzi. A napsütéses órák száma az ország ezen táján nagyon magas, meghaladja az évi 2000 órát, míg az éves átlagos csapadékmennyiség 480–500 mm. A település földrajzi szempontból a Szolnok-ártér kistájához tartozik.
Flórájára a tölgy–kőris–szíl ligeterdők, a kőris–mézgás éger láperdők, bokorfüzesek, fűzligetek a jellemzők. Állatvilágában kis- és nagyvadak egyaránt élnek. A Tisza folyó hullámterének jellegzetes madarai a vörös vércse, a kis kócsag és a partifecske. A horgászok kedvenc táborozóhelye az ófalu tőszomszédságában kanyargó mintegy 8 km hosszú Holt-Tisza ág.

### Megközelítése
Legfontosabb közúti megközelítési útvonala a 4-es főút, mely tulajdonképpen kettészeli: Újtelep településrész belterületének északi, az Ófalunak pedig a déli szélén halad el; ezen érhető el Szolnok és Törökszentmiklós irányából is. Szolnok Tenyősziget nevű különálló településrészével és a 442-es főút rákóczifalvai szakaszával egy számozatlan, alsóbbrendű út köti össze.
Vonattal elérhető a Szolnok–Debrecen–Nyíregyháza–Záhony-, a Budapest–Szolnok–Békéscsaba–Lőkösháza- és a Szolnok–Hódmezővásárhely–Makó-vasútvonalon. (A három vasútvonal Szolnok és Szajol között közös pályán halad.) Szajol vasútállomás Újtelep déli szélén helyezkedik el, közúti elérését csak önkormányzati utak biztosítják.

## Története
A Tisza és egy hajdani morotvája közé beékelve fekvő község már az őskorban, a Körös-kultúra időszakában lakott hely volt. A Felső-földön cölöpszerkezetes, patics falú házat tártak fel.
Szajol nevének legkorábbi előfordulása 1261-ból, egy IV. Béla által kiadott oklevélből ismert, ahol Zoyli alakban szerepel. 1332-ben Sael, Sayl, Zayla alakokban fordult elő az oklevelekben. A zayoli nemesekről tesz említést IV. Béla királynak az 1339-ben átírt oklevele is. A község később nevét Zayli, majd Szayl, Zayla írásmódokkal láthatjuk az oklevelekben.
Neve török eredetű, jelentése „előkelő”. Szajol a szolnoki várispánsághoz tartozott. A település, mint nemesi közösség mereven elzárközott az idegenek nagyobb számú letelepedése elől.
Birtokosai 1339-től a Szajoli, a Simonfi, a Kompolti és az Országh családok voltak.
A török hódoltság alatt a népesség erősen megfogyatkozott, 1576-ban 13 tizedfizető lakosa volt. A település török időben is megmaradt katolikus hiten, mint a szolnoki szandzsák faluja.
Hegedüs Gergely és testvérei I. Lipót királytól címeres nemes levelet nyertek.
Az 1784-1787 között megtartott első magyarországi népszámláláson 454 főt írtak össze a településen, ebből a nemesek száma 89 fő volt; nemesi családjai a Fejér, Hegedűs, Lajkó és Török családok voltak.
Az 1827-es összeírás szerint a lakosok száma 727 római katolikus, 8 protestáns, és 29 izraelita volt.
Az 1848–49-es forradalom és szabadságharcokban Szajol fő feladata a forradalmi seregek elszállásolása volt.
Az 1848 után épített vasútvonalak Szajol-Szolnoknál találkoztak, így Szajol tulajdonképpen Szolnok „élő csomópontjává”  vált, ezután nagyszámú vasutas réteg alakult ki.
Egy 1872. augusztus 4-én kelt és szeptember 19-én jóváhagyott szabályrendelet értelmében Szajol nagyközséggé alakult.
1903-ban a községben az egész falu egyöntetűen összecsapott a csendőrséggel, az elszegényedett kisnemesek, a parasztok és a pályamunkások is −, miután a falu urasága meg akarta csorbítani a község legelőit. Az elégedetlenkedőket a csendőrség súlyosan bántalmazta, egyeseket közülük bebörtönöztek, a pályamunkások közül pedig többeket elbocsátották a spontán földfoglalás miatt.
Az első világháborúban 490 lakos vett részt, közülük negyvenen a hadszíntereken haltak meg.
Az első Katolikus Olvasókör 1900-ban jött létre. A Vasutasok Köre 1928-ban alakult meg.
A második világháborúban a Szolnok ellen irányuló valamennyi támadás Szajolt is érintette, hiszen annak szinte elővárosa. 1944. október 20-án foglalták el a szovjet csapatok, a harcok azonban nem értek véget, mert a német alakulatok, nevezetesen a 4. SS páncélgránátos hadosztály október 23-24-re a vezseny-szajoli hídfőhöz vonult vissza, amit csak a 7. gárdahadsereg október 24-i betörése számolt fel. A lakosság száma az 1944 januári 2957 főről ugyanezen év decemberére 2404 főre csökkent.
1994. december 2-án vasúti szerencsétlenség történt a településen. Egy váltóállítási hiba következtében 31 ember vesztette életét, 51 megsérült.

## Közélete

### Polgármesterei
- 1990–1994: Szabó Zsigmond (független)[4]
- 1994–1998: Szabó Zsigmond (független)[5]
- 1998–2002: Szabó Zsigmond (független)[6]
- 2002–2006: Szabó Zsigmond (független)[7]
- 2006–2010: Ifj. Szöllősi József (független)[8]
- 2010–2014: Szöllősi József (független)[9]
- 2014–2019: Szöllősi József (független)[10]
- 2019–2024: Szöllősi József (független)[11]
- 2024– : Szöllősi József (független)[1]

## Népesség
A település népességének változása:
| Lakosok száma | 3771 | 3722 | 3733 | 3748 | 3700 | 3714 | 3722 |
|               | 2013 | 2014 | 2017 | 2021 | 2022 | 2023 | 2024 |

2001-ben a település lakosságának közel 100%-a magyar nemzetiségűnek vallotta magát.
A 2011-es népszámlálás során a lakosok 91,3%-a magyarnak, 0,3% cigánynak, 0,3% németnek mondta magát (8,6% nem nyilatkozott; a kettős identitások miatt a végösszeg nagyobb lehet 100%-nál). A vallási megoszlás a következő volt: római katolikus 37,4%, református 5,5%, evangélikus 0,4%, felekezeten kívüli 30,7% (24,7% nem nyilatkozott).
2022-ben a lakosság 91,7%-a vallotta magát magyarnak, 0,3% cigánynak, 0,3% románnak, 0,2% németnek, 0,1% szlováknak, 2,1% egyéb, nem hazai nemzetiségűnek (8,2% nem nyilatkozott; a kettős identitások miatt a végösszeg nagyobb lehet 100%-nál). Vallásuk szerint 22,6% volt római katolikus, 4,9% református, 0,4% görög katolikus, 0,2% evangélikus, 0,1% ortodox, 1,3% egyéb keresztény, 1% egyéb katolikus, 28,8% felekezeten kívüli (40,5% nem válaszolt).

## Nemesi múlt
A Zayli, Szajol név török (talán besenyő) eredetű, jelentése előkelő, nemes. A Nemes gyűjtőfogalom a 13. században már mindazokra kiterjedt, akik akár ősfoglaló elődeik, akár királyi adomány révén szabad birtokosoknak mondhatták magukat. A török eredetű helynév később szelídebb hanglejtésű változatban véglegesült. Szajol neve először 1261-ben tűnik fel IV. Béla királyi oklevelében Zoyli alakban. A településen ekkor a Zayli nemesek laktak, akik a Szolnok (Zounok) nemzetségből származhattak. A nemesek később a Szajoli család tagjai voltak, akik a birtokról nevezték magukat. A térségben a Bala család is birtokos volt a Szalók nemzetségből, mellettük a Tomaj nemzetség is kiterjedt birtokkal rendelkezett a Tisza mentén.
Szajolhoz tartozik Tenyő-halom, ahol a nemesek Szent Péter apostol tiszteletére épült monostora a Szolnok nemzetség vallási kegyhelye volt. Tulajdonosai: Szajoli, Békés, Pósa, Theneu (Tenyő), Sápi, Gorgán, Nagyrévi, Gyürki Ugrin családok a Szolnok nemzetségből.
A 15. századig fennálló monostor Szolnok vármegye és a történeti magyarság egyik legszebb és legmonumentálisabb épülete volt. A monostor a 14. században társkáptalan volt, prépostja a váci kanonok, aki gyakran szerepel a hiteleshelyi oklevelekben. A 14. század végétől a garamszentbenedeki apátság birtoka. A 17. században a templom romok még léteztek.
A térségből előkerült tárgyi emlékek, ereklyék, a szolnoki Damjanich János Múzeumban találhatók.
A Csák nemzetség is birtokos a közeli Alcsi faluban.
1374-ben a Fejér vármegyei Szentpétervámai Békés család birtokos lesz a községben birtokcsere útján.
1464-től Vértesy László alispán birtoka Zayol néven.
Századokon át nemesi jogállású település volt, birtokosai között a  Békés, vecsési Halmy, Kompolthy, nagykötönyi Szabó, Országh, Nagyrévi, Sápi, Simonfy, Szajoli, Tassy, Ványi, Vértesy, kungyalui Wass családokat is megtalálhatjuk.
A Békés család Szajol nemes szolgabírája volt, latinul Iudex nobilium [néhányszor rövidítve iudlium] ~ a nemesek bírája a nemesi és polgári vármegyerendszer tisztviselője, aki igazságszolgáltatási és közigazgatási feladatokat látott el, eleinte a nemesség, később a polgárság és jobbágyság számára is.
1597-ben a szendrői Fejér Mihály szerez birtokjogot felesége Békés Anna után. A faluban kúriája is volt a családnak.
A török elleni harcok alatt és a tatár betörések következtében több alkalommal is elpusztult a település.
A 17. században kisbirtokos armális nemesek alkották a lakosság nagy részét. Ilyen volt a Balogh, Czakó, Etele, Fejér, Hegedüs, Kálmán, Kokovai, Major, Nagy, Oláh, Patai, Pomázi, Szabó, Török, Trombitás família.
1690-től Jászladányba menekültek a török elől a szajoli lakosok, akik a 18. század elejétől költöztek vissza.
A község a 19. század végéig nemesi jogállású maradt.
A település címere a későbbi birtokos Hegedüs család armálisa. Hegedüs János és leszármazottai 1659-től szerepelnek a szajoli feljegyzésekben és iratokban. Mint dévaványai lakos a török elleni harcok során szerzett nemesi címet, Szajolba költözve a család ágaira is érvényes volt. Hegedűs Gergely nemesi címert is nyert, amely nagyban a község címere is egyben.
Szajol zászlaja kék-fehér-kék, a község címerével.

## Neves személyek
- Békés András egri várvédő, birtokos (1552)
- Békés Gáspár egri várvédő, birtokos (1552)
- Fejér Mihály, Szendrő és Eger várvédője, birtokos (1590)
- Dr. Fejér Miklós, a kormányzói kabinetiroda államtitkára, Horthy Miklós tanácsosa, állam és jogtudományok doktora (Cambridge), tiszteletbeli lovag, főispán
- Fejér János egri kanonok, író
- Fejér Aladár magyar királyi kincstári főtanácsos
- Fejér Elemér pénzügyminiszteri helyettes államtitkár
- Hegedűs János (1826) Heves vármegyei alkotmányos ügyész, szolnoki törvényszéki bíró, főhadnagy, gyöngyösi honvédegylet tagja.
- Itt volt Lippich Gusztáv vármegyei főispán egykori kastélya. Lippich Gusztáv és István sírja a szajoli temetőben található.[15]
- Itt született 1927-ben Szekeres László irodalomtörténész, muzeológus, műfordító.
- Itt született 1929-ben Romány Pál (1929–2019) mezőgazdasági és élelmezésügyi miniszter (1975–1980)
- Tassy Pál egri várvédő, birtokos

## Nevezetességei

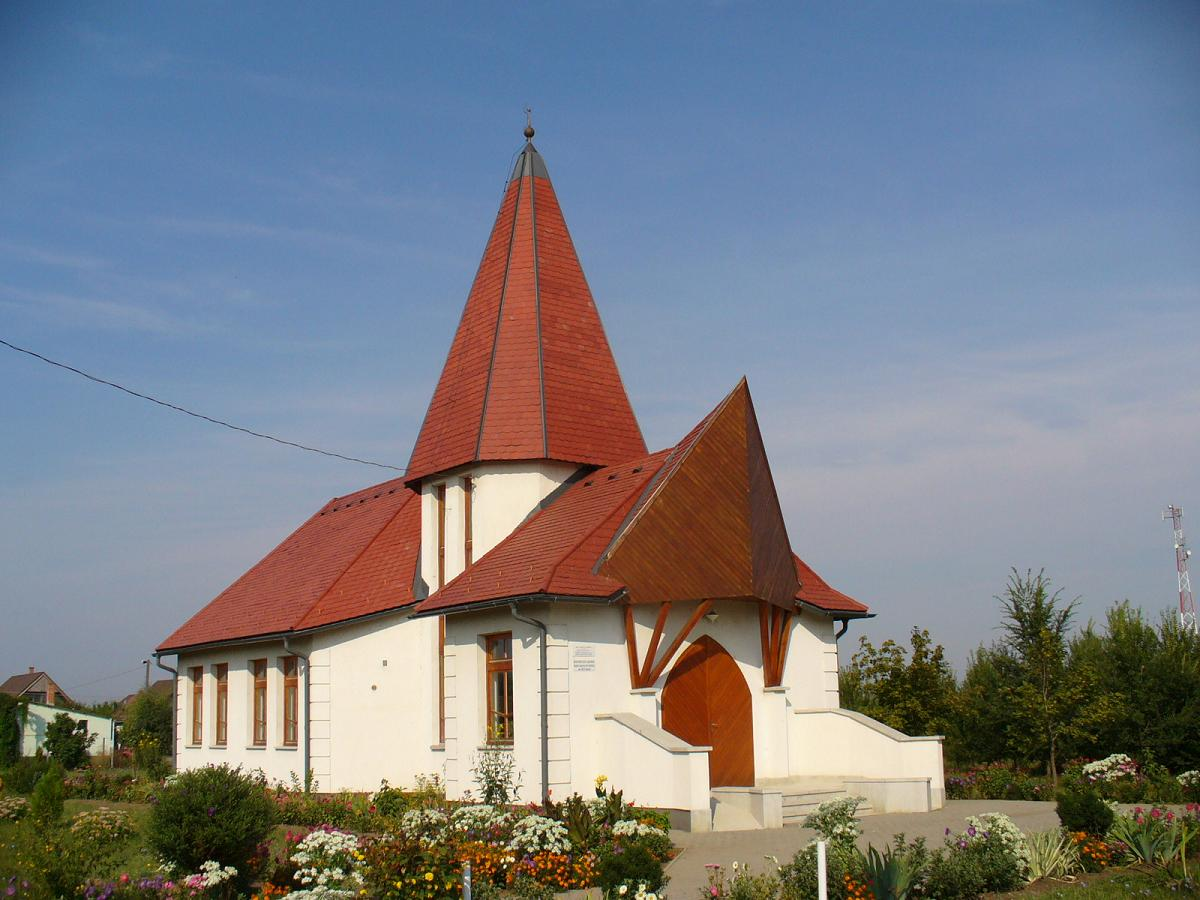
Református templom
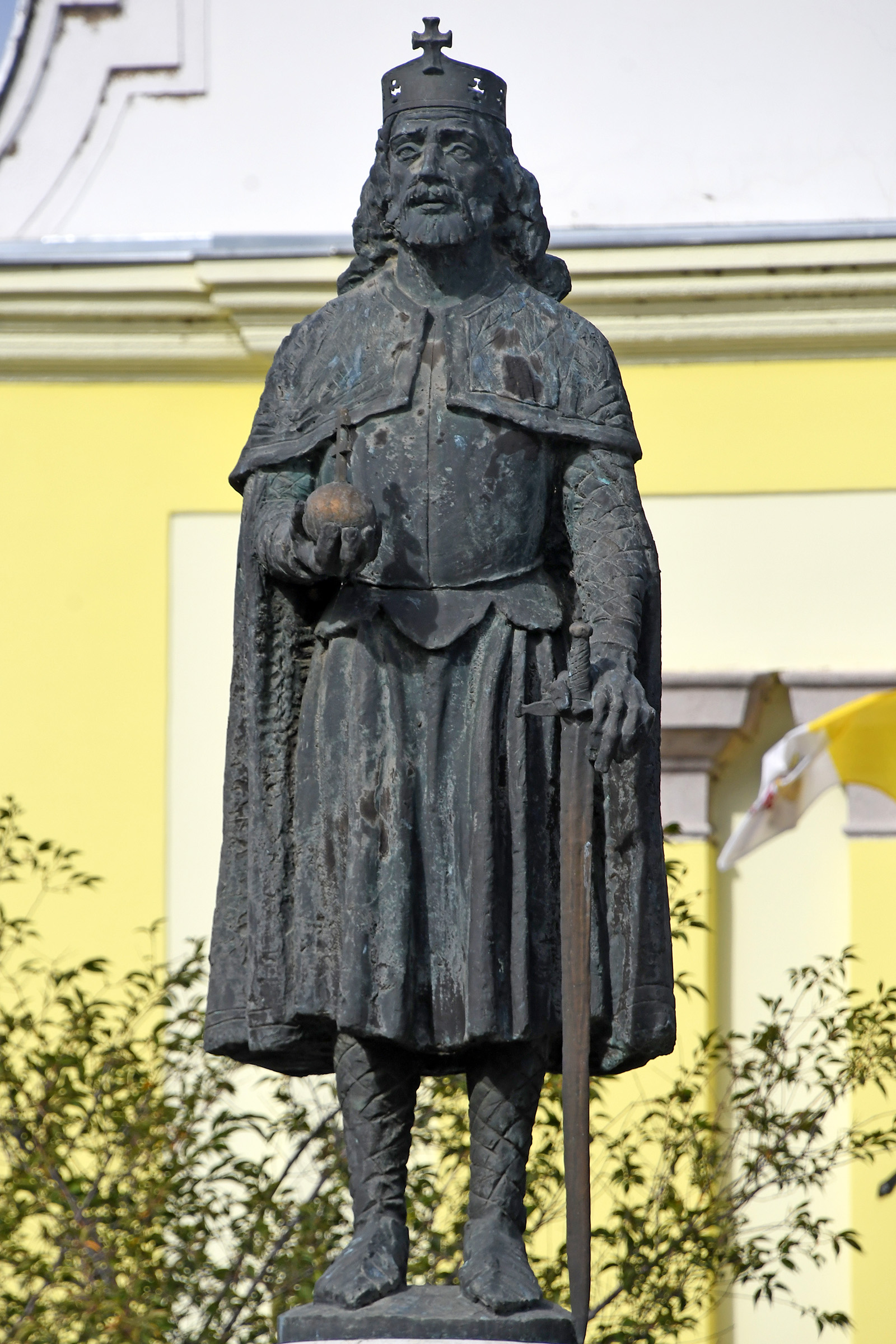
Szent István-szobor
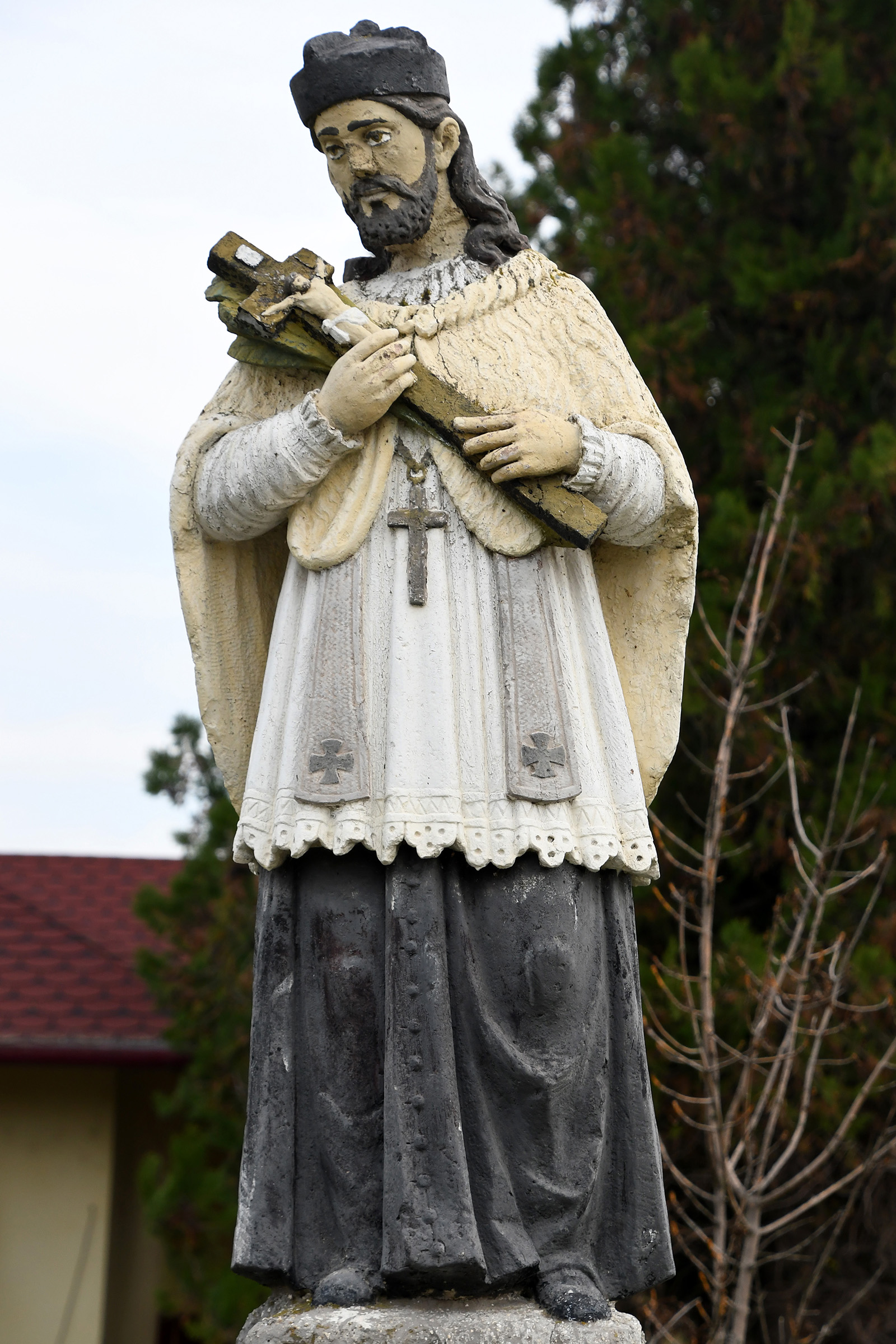
Nepomuki Szent János-szobor
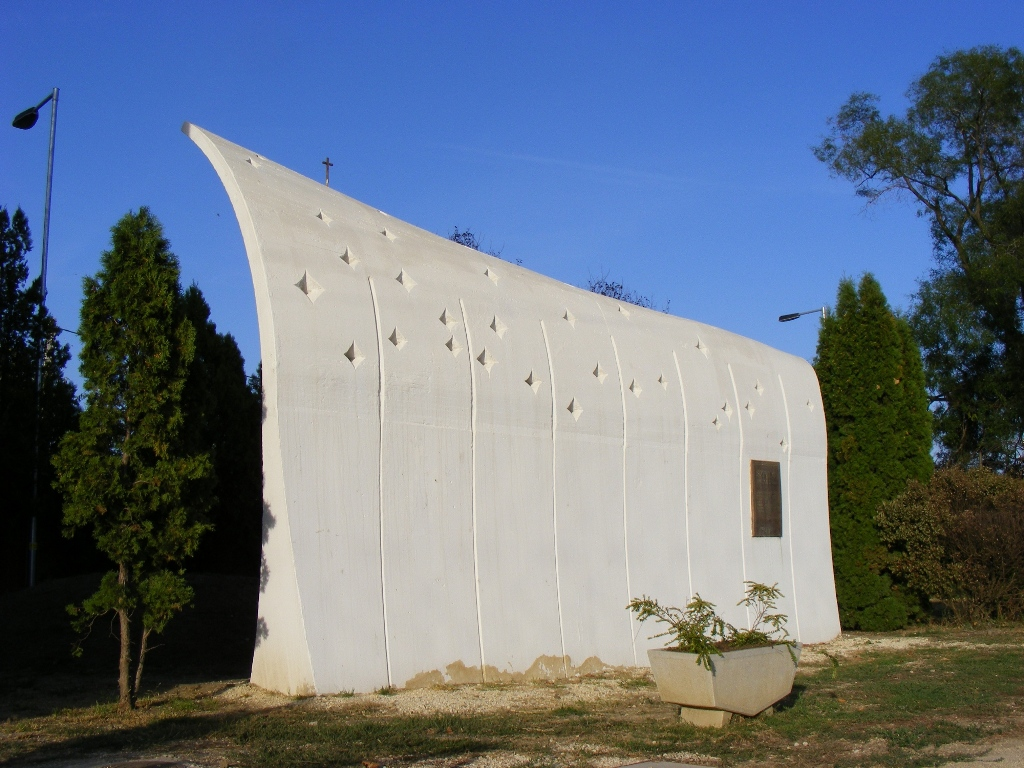
Az 1994-es vasúti baleset áldozatainak emlékműve

2013 nyarán készült el Szajol tanösvénye a Szabadidőparkban. A Sétáló tanösvény interaktív, játékos formában ismerteti meg Szajol és környékének élővilágát, az ismeretterjesztő táblák mellett játékok, játékos elemek is helyet kaptak az ösvényen. Hossza kb. 700 m.

## Testvérvárosai
- Kászon, Románia
- Neumarkt am Wallersee, Ausztria

## Holt-Tisza
A szajoli holtág a horgászok kedvelt helye. Négy tóegység alkotja a szajoli területet.
Halfaunája között megtalálható a harcsa, busa, kárász, keszeg, ponty, törpeharcsa.
Élővilágára jellemző a vízisikló, mocsári teknős, gyíkfélék, molnárka, fácán, rétisas, sirály, hattyú, vadkacsa.

## Sportélete

### Szajol KLK
A település labdarúgócsapata a Szajol Községi Labdarúgó Klub, 1947-ben alapították Szajoli MÁV SE néven.
Jelenleg a megyei bajnokság első osztályában szerepel.
Kétszeres megyei első osztályú bajnok (1998, 2018), megyei Magyar Kupa győztes (2015), az NB3-as bajnokságban hat idényen át szerepelt. Legnagyobb sikere az NB3-ban elért második hely (2002).
A BVSC-Zugló csapatát hazai pályán 3-1-re legyőzte a harmadik vonalban, a klub egyik legnagyobb győzelmét elérve. Női labdarúgócsapata háromszoros megyei bajnok (2016, 2017, 2018).
2012. május 2-án a Ferencvárosi TC NB1-es csapata játszott barátságos mérkőzést Szajolban, amelynek nagy szurkolótábora van a községben.
Lisztes Krisztián az FTC és a hazai labdarúgás legendája utolsó gólját a Fradi játékosaként Szajolban szerezte.